# Bradycellus politus
Bradycellus politus är en skalbaggsart som beskrevs av Henry Clinton Fall. Bradycellus politus ingår i släktet Bradycellus och familjen jordlöpare. Inga underarter finns listade i Catalogue of Life.